# Miomantis ciprianii
Miomantis ciprianii är en bönsyrseart som beskrevs av Scott LaGreca 1939. Miomantis ciprianii ingår i släktet Miomantis och familjen Mantidae. Inga underarter finns listade i Catalogue of Life.